# Zeeduizendpoot
De zager of zeeduizendpoot (Alitta virens) is een borstelworm uit de familie Nereididae. De wetenschappelijke naam werd, als Nereis virens, samen met een beschrijving in 1835 voor het eerst geldig gepubliceerd door Michael Sars.

## Beschrijving
De soort heeft grote kaken en ogen. Hij heeft een lang, smal lichaam met een gladde huid. Hij wordt tot 90 cm lang en heeft dan ongeveer 200 segmenten. De parapodia van de eerste twee borstelige segmenten zijn onvertakt met drie lobben. Alle andere parapodia hebben twee takken met 4 lobben die weinig variëren in vorm en grootte over het lichaam. 
Het dier is donkergroen met een blauwachtige glans. De lobben van de parapodia zijn bekleed met geel.
De worm voedt zich onder meer met andere wormensoorten. Het dier wordt ook gekweekt als visaas. Deze mariene worm leeft doorgaans in gangen in zacht sediment, maar is ook een vrij goede zwemmer, zodat hij zelf op jacht kan gaan.

## Habitat
Hij leeft op verschillende soorten sediment, zoals zachte modder, modderig zand of grofkorrelig substraat. Hij graaft zich in sediment en bekleedt zijn holen met slijm, maar hij kan ook zwemmen als een slang.

## Levenscyclus
De zeeduizendpoot heeft gescheiden geslachten, met vrouwtjes en mannetjes van ongeveer dezelfde grootte en externe bevruchting. Vrouwtjes en mannetjes komen in grote aantallen bij elkaar en sterven na de paring. Na externe bevruchting ontwikkelen de eieren zich tot larven, die leven als vrijzwemmend zoöplankton en later veranderen in kruipende wormen.

## Verspreiding
Alitta virens is wijd verspreid als kosmopoliet, inclusief de noordelijke Atlantische Oceaan inclusief de Noordzee, het Skagerrak, Kattegat, de Noordelijke IJszee en de noordelijke Stille Oceaan.

## Synoniemen

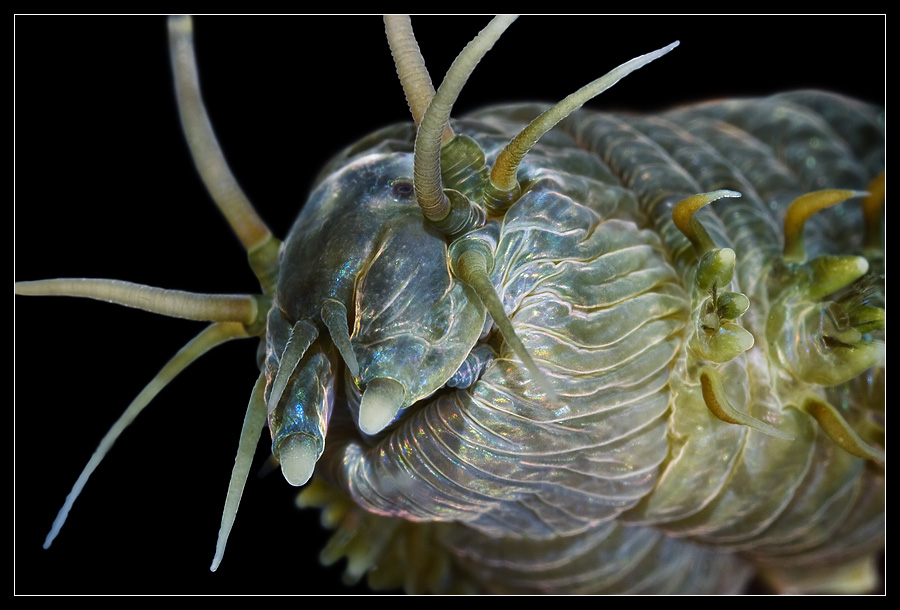
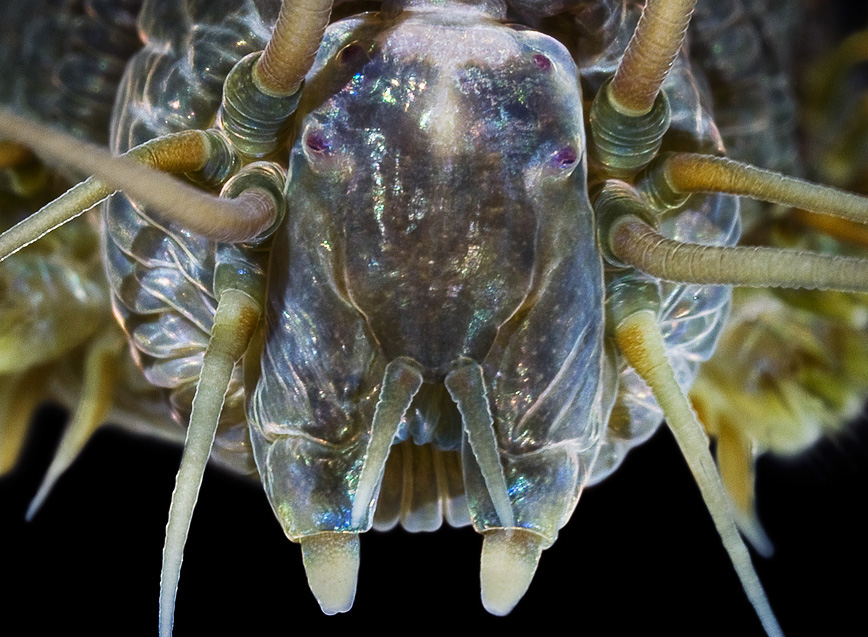
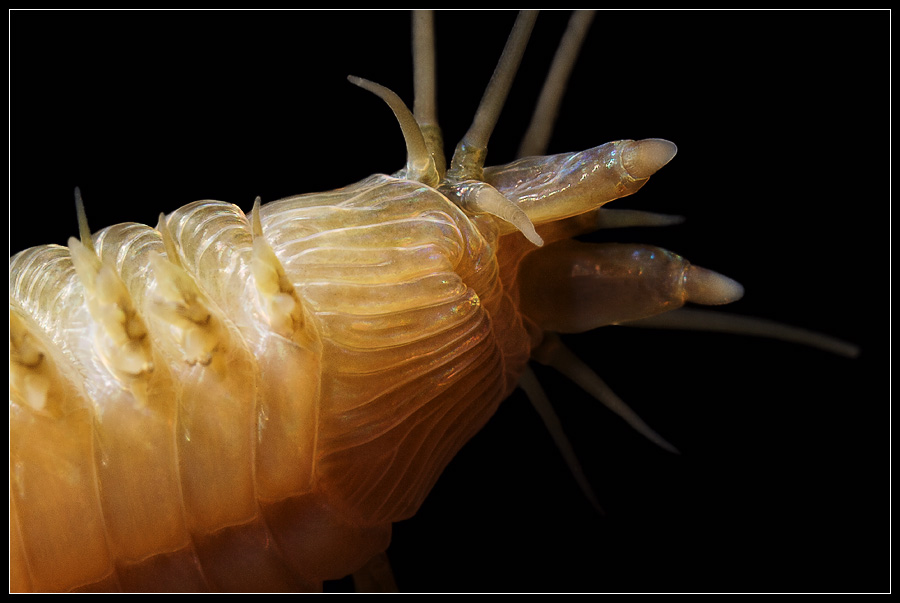
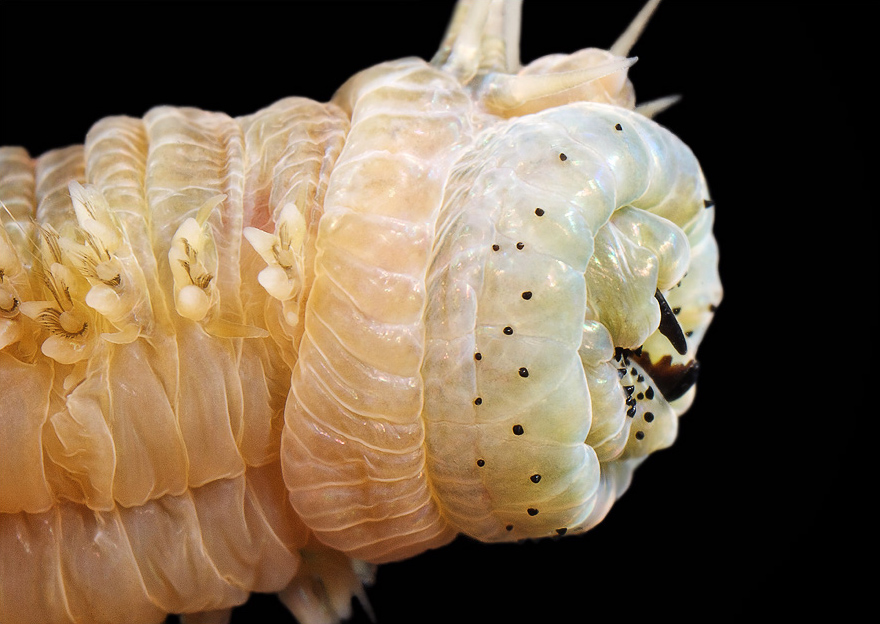
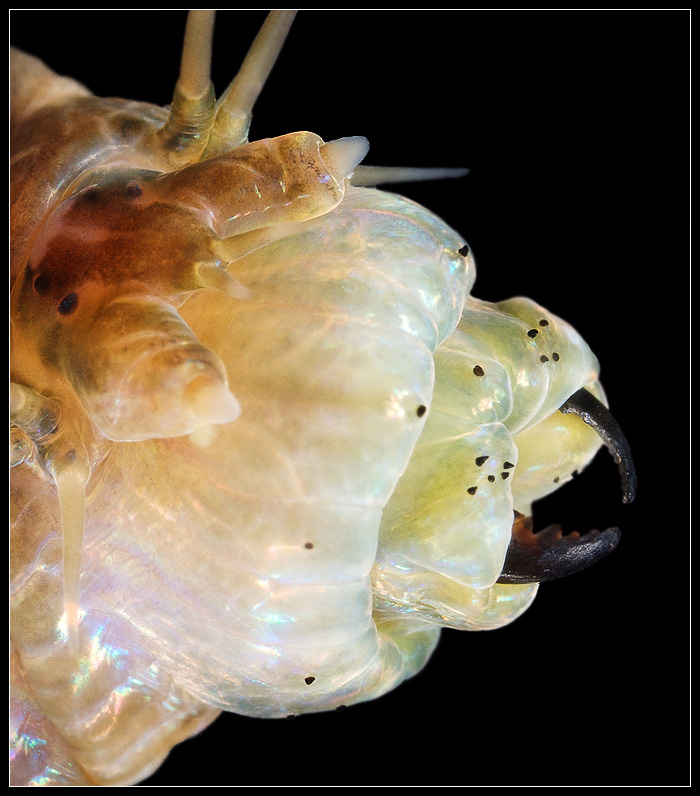
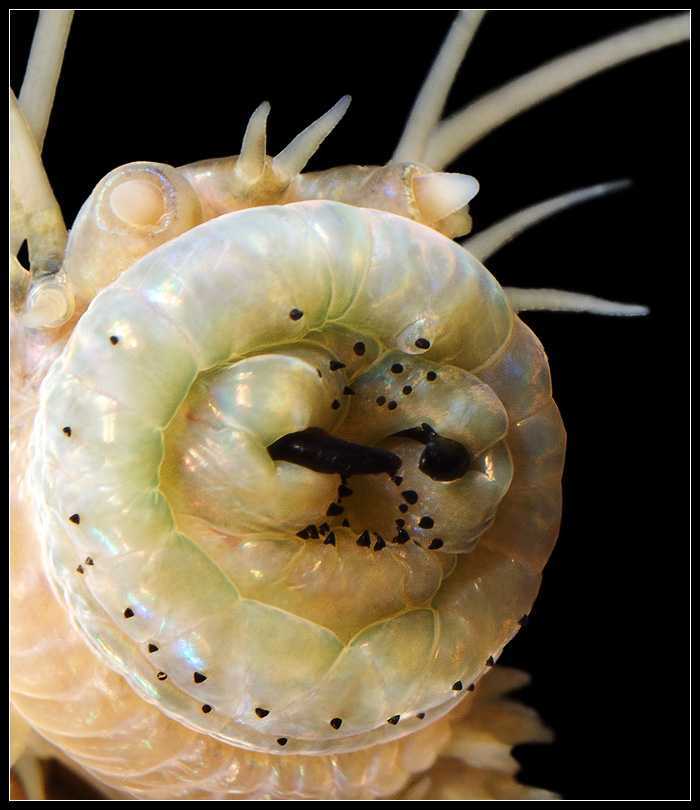

- Nereis virens Sars, 1835 (basioniem)
  - Neanthes virens (Sars, 1835)
- Nereis grandis Stimpson, 1854
- Nereis yankiana Quatrefages, 1866
- Nereis dyamushi Izuka, 1912
- Nereis paucidentata Treadwell, 1939
- Nereis southerni Abdel-Moez & Humphries, 1955